# Scleria lacustris
Scleria lacustris là loài thực vật có hoa trong họ Cói. Loài này được C.Wright miêu tả khoa học đầu tiên năm 1871.